# 캉바스구

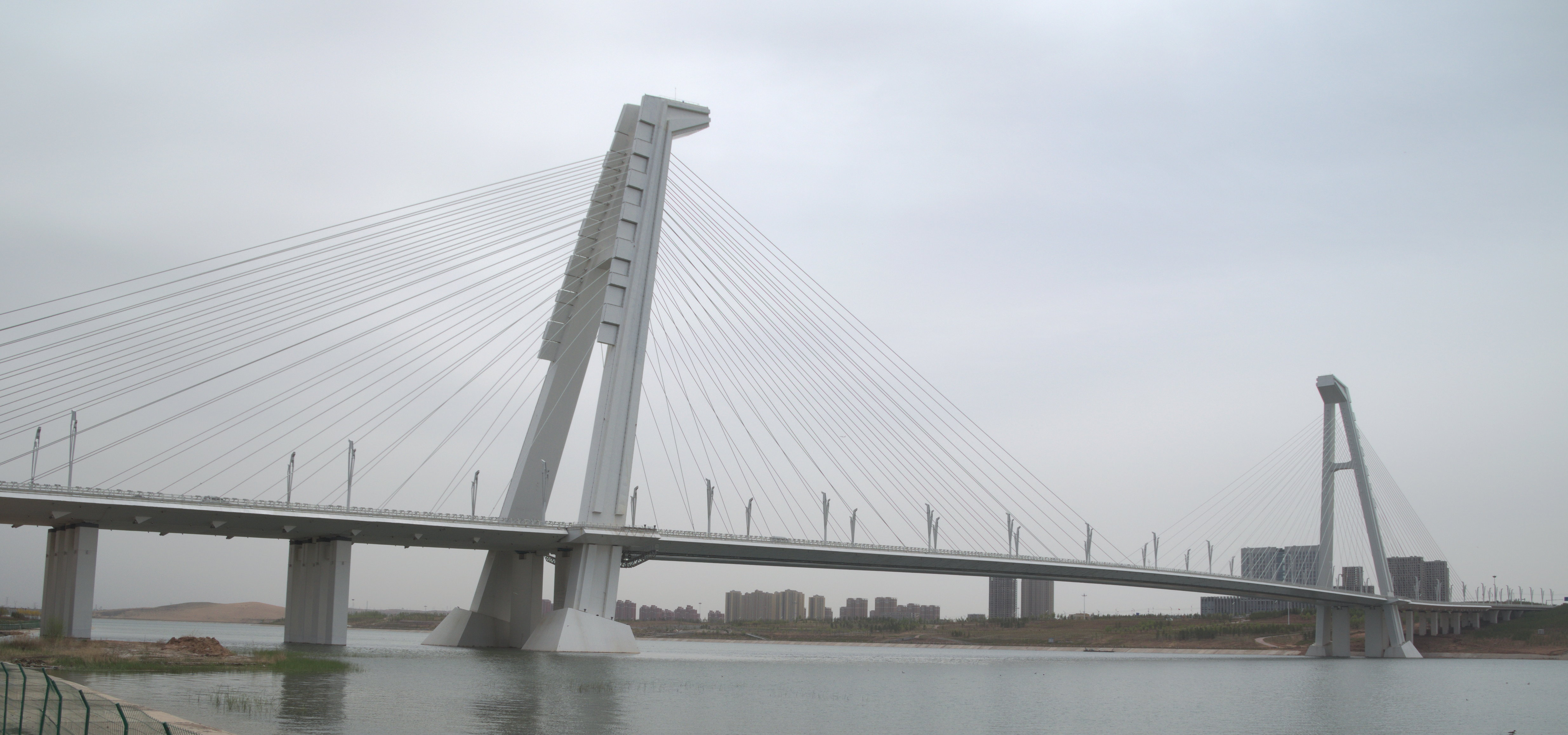

캉바스구(한국어: 강파십구, 중국어: 康巴什区, 병음: Kāngbāshí Qū, 몽골어: Хиа багш)는 중화인민공화국 내몽골 자치구 어얼둬쓰 시의 현급 행정 구역으로 면적은 372.55km2, 인구는 153,000명(2004년 기준)이다. 2016년 둥성 구에서 분리되어 신설되었다.

## 행정 구역
3개 가도를 관할한다.
- 가도: 青春山街道, 哈巴格希街道, 滨河街道